# Francis Ryck
Œuvres principales
- Drôle de pistolet
- Heures ouvrables

Francis Ryck, pseudonyme d'Yves Delville, né le 4 mars 1920 à Soisy-sous-Montmorency et mort le 19 août 2007 à Paris 10e, est un écrivain français, auteur de romans policiers et d'espionnage. Il a également utilisé les noms de plume Yves Dierick et Ryck Edo . 

## Biographie
Après de courtes études dans un lycée parisien, ponctuées de plusieurs fugues, Yves Delville exerce plusieurs petits métiers : terrassier, carrier, ouvrier agricole, tourneur, figurant au cinéma, représentant des ventes, photographe de bébés, convoyeur de voiliers. Pendant la Seconde Guerre mondiale, il s'engage dans la marine.
Il adopte le pseudonyme d'Yves Dieryck pour publier cinq romans chez Albin Michel : Au pied du mur, Les Barreaux de bois, La Panique, Promenade en marge et Les Importuns. Il décroche en 1964 le Grand Prix de la Société des Gens de Lettres pour Promenade en marge.
Après deux romans policiers chez Plon, signés Francis Ryck, il revient sous ce pseudonyme au roman psychologique avec deux titres, dont L'Apprentissage en 1965. L'année suivante, il intègre la Série noire, où il fait paraître dix-huit titres qui abordent tour à tour le roman noir, le thriller et le roman d'espionnage. Ses romans policiers s'attachent à faire la critique d'une société qui perd pied et préfigurent en leur temps les événements de mai 68, tout autant que la Nouvelle Vague et Jean-Luc Godard. Lorsqu'il quitte la Série noire en 1978, le titre de son dernier roman dans cette collection, Le Testament d'Amérique, peut prendre valeur de testament personnel.
De retour chez Albin Michel au début des années 1980, il écrit encore quatre romans, notamment Le Nuage et la Foudre (1982) et Un cheval mort dans une baignoire (1986).
En 1993, Guy Debord salue l'œuvre de Francis Ryck dans son livre Cette mauvaise réputation…, en affirmant qu'il y a plus de vérité et de talent chez Ryck (notamment dans Le Compagnon indésirable) que chez Le Carré. Debord révèle la conversation, primordiale selon lui, entre Ryck et Marie-Christine de Montbrial en 1984, concernant l'assassinat de Gérard Lebovici et le rôle de Paul Barril responsable de la cellule antiterroriste sous la présidence de François Mitterrand. Le 28 janvier 1986, Debord décide ne plus la voir du fait de son témoignage auprès de la police et des contacts qu'elle a conservés avec Ryck.

## Œuvre

### Romans policiers et d'espionnage
- Les Heures ouvrables, Plon, « Nuit Blanche » no 20, 1963 ; réédition Presses de la Cité, « Punch » no 66, [s.d.] (Adapté au cinéma en 1964 sous le titre Une souris chez les hommes)
- Nature morte aux châtaignes, Plon, « Nuit Blanche » no 40, 1963 ; réédition Presses de la Cité, « Punch » no 80, [s.d.]
- Opération Millibar, Gallimard, « Série noire » no 999, 1966 ; réédition, « Carré noir » no 14, 1972
- Ashram Drame, Gallimard, coll. « Série noire » no 1064, 1966 ; réédition « Carré noir » no 110, 1973 ; réédition sous le titre Satan S.A., Denoël, coll. « Sueurs Froides», 1998 ; réédition chez French Pulp éditions, 2017
- Feu vert pour poissons rouges, Gallimard, coll. « Série noire » no 1104, 1967 ; réédition « Carré noir » no 204, 1975 ; réédition, Manitoba-les Belles Lettres, coll. « Le Cabinet noir », no 39, 2000 (Traduit en anglais chez Collins sous le titre Green Light, Red Catch, 1973)
- Le Cimetière des durs, Gallimard, coll. « Série noire » no 1175), 1968
- Incognito pour ailleurs, Gallimard, coll. « Série noire » no 1192, 1968 ; réédition « Carré noir » no 542, 1985
- La Peau de Torpédo, Gallimard, coll. « Série noire » no 1231, 1968 ; réédition « Poche noire » no 152, 1971 ; réédition, « Carré noir » no 517, 1984 (Traduit en anglais chez Collins sous le titre Woman Hunt, 1972) (Adapté au cinéma en 1970 sous le titre La Peau de Torpedo)
- Drôle de pistolet, Gallimard, coll. « Série noire » no 1249, 1969 ; réédition sous le titre Le Silencieux, « Carré noir » no 175, 1974 et « Folio » no 2524, 1993 - Grand prix de littérature policière - (Traduit en anglais chez Collins sous le titre Loaded Gun, 1971) (Adapté au cinéma en 1973 sous le titre Le Silencieux) ; réédition chez French Pulp éditions, 2017
- Paris va mourir, (Gallimard, coll. « Série noire » no 1282, 1969 ; réédition chez French Pulp éditions, 2016
- L'Incroyant, Gallimard, coll. « Série noire » no 1360, 1970 ; réédition, Manitoba-les Belles Lettres, coll. « Le Cabinet noir » no 48, 2000 (traduit en anglais chez Collins, sous le titre Sacrificial Pawn, 1973)
- Les Chasseurs de sable, Gallimard, coll. « Série noire » no 1433, 1971 ; réédition « Carré noir » no 313, 1979
- Le Compagnon indésirable, Gallimard, coll. « Série noire » no 1549, 1972 ; réédition sous le titre Le Secret, « Carré noir » no 194, 1974 (Traduit en anglais chez Collins sous le titre Undesirable Company, 1974) (Adapté au cinéma sous le titre Le Secret)
- Voulez-vous mourir avec moi ?, Gallimard, coll. « Série noire » no 1570, 1973 ; réédition sous le titre Mourir avec moi, « Folio » no 2354, 1992 (Adapté au cinéma sous le titre Voulez-vous mourir avec moi ?)
- Le Prix des choses, Gallimard, coll. « Série noire » no 1600, 1973 ; réédition « Carré noir » no 264, 1977 (traduit en anglais chez Collins sous le titre Account Rendered, 1975)
- Le Testament d'Amérique, Gallimard, coll. « Série noire » no 1689, 1974 ; réédition « Carré noir » no 477, 1983
- Effraction, Gallimard, coll. « Série noire » no 1705, 1975 ; réédition « Carré noir » no 272, 1977 (Adapté au cinéma en 1983 sous le titre Effraction)
- Le Fils des alligators, Gallimard, coll. « Super noire » no 76, 1977
- Nos intentions sont pacifiques, Gallimard, coll. « Super noire » no 87, 1977 ; réédition sous le titre L'Entourloupe, « Carré noir » no 353, 1980 (Adapté au cinéma en 1980 sous le titre L'Entourloupe)
- Prière de se pencher dehors, Gallimard, coll. « Super noire » no 102, 1977 ; réédition, « Carré noir » no 398, 1981
- Nous n'irons pas à Valparaiso, Gallimard, 1980
- Le Piège, Albin Michel, 1981 ; réédition, « Le Livre de poche » no 7466, 1983
- Le Nuage et la Foudre, Albin Michel, 1982 ; réédition, « Le Livre de poche » no 7481, 1984
- Le Conseil de famille, Albin Michel, 1983 ; réédition, « Le Livre de poche » no 6204, 1986 (Adapté au cinéma en 1986 sous le titre Conseil de famille)
- Il fera beau à Deauville, Balland, 1984
- Un cheval mort dans une baignoire, Albin Michel, 1986
- Autobiographie d'un tueur professionnel, Albin Michel, 1987 ; réédition, « Le Livre de poche » no 7537, 1989
- Requiem pour un navire, Ramsay, 1989
- L'Honneur des rats, Albin Michel, coll. « Sueurs froides », 1995 ; réédition « Le Livre de poche » no 7696, 1997
- Fissure, Gallimard, coll. « Série noire» no 2520, 1998
- Le Point de Jonction, Albin Michel, 2000 ; réédition « Le Livre de poche » no 17240, 2002
- Le Chemin des enfants morts, Gallimard, coll. « La Noire », 2001
- La Discipline du diable, L'Archipel, 2004
- La Casse, Scali, 2007

### Romans psychologiques
- L'Histoire d'une psychose, Plon, 1964
- L'Apprentissage, Plon, 1965

### Romans écrits en collaboration avec Marina Edo
- Les Genoux cagneux, Presses de la Cité, 1990 ; réédition, « Pocket » no 3651, 1992
- Les Relations dangereuses, Presses de la Cité, 1990
- L'Été de Mathieu, Presses de la Cité, 1991
- La Petite Fille dans la forêt, Presses de la Cité, 1993
- La Toile d'araignée dans le rétroviseur, Denoël, 1993  ; réédition « Le Livre de poche » no 7660, 1996
- L'Autre Versant de la nuit, Denoël, 1996  ; réédition « Le Livre de poche » no 17044, 1998

### Roman signé Ryck Edo
- Mauvais Sort, Albin Michel, « Spécial suspense », 1999 ; réédition « Le Livre de poche » no 17165, 2001

### Romans signés Yves Dierick
- Au pied du mur, Albin Michel, 1957
- Les Barreaux de bois, Albin Michel, 1959
- La Panique, Albin Michel, 1962
- Promenade en marge, Albin Michel, 1964
- Les Importuns, Albin Michel, 1965

## Films adaptés des œuvres de Francis Ryck
- 1964 : Une souris chez les hommes de Jacques Poitrenaud
- 1970 : La Peau de Torpédo de Jean Delannoy
- 1973 : Le Silencieux  de Claude Pinoteau
- 1974 : Le Secret de Robert Enrico
- 1980 : L'Entourloupe de Gérard Pirès
- 1983 : Effraction de Daniel Duval
- 1986 : Conseil de famille de Costa-Gavras
- 1988 : Deux minutes de soleil en plus de Gérard Vergez
- 1988 : Voulez-vous mourir avec moi ? (Der Kuss des Tigers) de Petra Haffter

## Prix
- Grand prix de littérature policière 1969 pour Drôle de pistolet[9]

## Sources
- Claude Mesplède (dir.), Dictionnaire des littératures policières, vol. 2 : J - Z, Nantes, Joseph K, coll. « Temps noir », 2007, 1086 p. (ISBN 978-2-910686-45-1, OCLC 315873361), p. 694-695.